# Jacques Vergès
Jacques Vergès, född 20 april 1924 i Savannakhét i Laos, död 15 augusti 2013 i Paris, var en fransk advokat och aktivist för antikolonialism. Som advokat företrädde han många kontroversiella klienter, bland annat Baader-Meinhof-ligan, Klaus Croissant, Bruno Bréguet, Magdalena Kopp, Klaus Barbie, Roger Garaudy och Slobodan Milosevic.
Han far var fransman, medan modern var vietnamesiska.